# Maxim Souraïkine
Maxim Alexandrovich Souraïkine (en russe : Максим Александрович Сурайкин), né le 8 août 1978 à Moscou, est un homme politique russe. Dirigeant du parti politique Communistes de Russie (KR) depuis 2010, il est candidat, sans succès, à l'élection présidentielle russe de 2018.

## Biographie
Maxim Souraïkine commence à s'engager politiquement en 1993, en prenant position en faveur du Soviet suprême de Russie. 
Il est diplômé de l'Institut des chemins de fer de Moscou en 2000 et, après avoir obtenu ce diplôme, fonde et dirige pendant dix ans une entreprise de réparation d'équipements informatiques. Il a également été conférencier au sein de l'université d'État des chemins de fer de Moscou.
De 1996 à juin 2004, Maxim Souraïkine est membre du Parti communiste de la fédération de Russie (KPRF). Durant cette période, il occupait la fonction de secrétaire du comité du district de Kirov à Moscou, était membre de la direction de la section jeunesse communiste à Moscou, et avait notamment été élu membre du comité municipal de la capitale russe. Élu conseiller au sein de l'assemblée du district de Tverskoï à Moscou entre 1997 et 1999, il a participé aux travaux de la commission des affaires relatives aux mineurs. 
En 2010 il prend la direction de l'organisation Communistes de Russie[réf. souhaitée], devenue un parti politique en 2012. Souraïkine est désigné pour être le candidat du parti à l'élection municipale de Moscou en 2013 mais ne parvient pas à enregistrer sa candidature en raison de la présentation tardive de ses documents. Il participe aux élections de gouverneur de l'oblast de Nijni Novgorod en 2014 et de gouverneur de l'oblast d'Oulianovsk en 2016 mais ne parvient pas à se faire élire lors de ces deux scrutins.
Maxim Souraïkine est le candidat de Communistes de Russie à l'élection présidentielle russe de 2018. Il est le deuxième candidat en nombre de signatures reçues, après Vladimir Poutine[réf. souhaitée]. Avec 499 369 voix (0,68 %), il acquiert la septième place à l'élection, sur huit.